# 2016-os Formula–1 japán nagydíj
A japán nagydíj volt a 2016-os Formula–1 világbajnokság tizenhetedik futama, amelyet 2016. október 7. és október 9. között rendeztek meg a japán Suzuka Circuit-ön, Szuzukában.

## Szabadedzések

### Első szabadedzés
A japán nagydíj első szabadedzését október 7-én, pénteken délelőtt tartották.
| helyezés | versenyző         | csapat/motor         | elért idő | különbség | futott kör |
| -------- | ----------------- | -------------------- | --------- | --------- | ---------- |
| 1        | Nico Rosberg      | Mercedes             | 1:32,431  | −         | 24         |
| 2        | Lewis Hamilton    | Mercedes             | 1:32,646  | +0,215    | 21         |
| 3        | Sebastian Vettel  | Ferrari              | 1:33,525  | +1,094    | 19         |
| 4        | Kimi Räikkönen    | Ferrari              | 1:33,817  | +1,386    | 17         |
| 5        | Daniel Ricciardo  | Red Bull-TAG Heuer   | 1:34,112  | +1,681    | 23         |
| 6        | Max Verstappen    | Red Bull-TAG Heuer   | 1:34,379  | +1,948    | 26         |
| 7        | Nico Hülkenberg   | Force India-Mercedes | 1:34,530  | +2,099    | 28         |
| 8        | Sergio Pérez      | Force India-Mercedes | 1:34,767  | +2,336    | 30         |
| 9        | Fernando Alonso   | McLaren-Honda        | 1:35,003  | +2,572    | 10         |
| 10       | Valtteri Bottas   | Williams-Mercedes    | 1:35,381  | +2,950    | 31         |
| 11       | Danyiil Kvjat     | Toro Rosso-Ferrari   | 1:35,446  | +3,015    | 23         |
| 12       | Carlos Sainz Jr.  | Toro Rosso-Ferrari   | 1:35,672  | +3,241    | 27         |
| 13       | Jenson Button     | McLaren-Honda        | 1:35,677  | +3,246    | 24         |
| 14       | Romain Grosjean   | Haas-Ferrari         | 1:35,688  | +3,257    | 17         |
| 15       | Felipe Nasr       | Sauber-Ferrari       | 1:35,967  | +3,536    | 15         |
| 16       | Felipe Massa      | Williams-Mercedes    | 1:36,169  | +3,738    | 23         |
| 17       | Esteban Gutiérrez | Haas-Ferrari         | 1:36,219  | +3,788    | 21         |
| 18       | Marcus Ericsson   | Sauber-Ferrari       | 1:36,294  | +3,863    | 19         |
| 19       | Kevin Magnussen   | Renault              | 1:36,822  | +4,391    | 30         |
| 20       | Esteban Ocon      | Manor-Mercedes       | 1:37,797  | +5,366    | 29         |
| 21       | Pascal Wehrlein   | Manor-Mercedes       | 1:37,966  | +5,535    | 24         |
| 22       | Jolyon Palmer     | Renault              | 1:37,992  | +5,561    | 13         |

### Második szabadedzés
A japán nagydíj második szabadedzését október 7-én, pénteken délután tartották.
| helyezés | versenyző         | csapat/motor         | elért idő | különbség | futott kör |
| -------- | ----------------- | -------------------- | --------- | --------- | ---------- |
| 1        | Nico Rosberg      | Mercedes             | 1:32,250  | −         | 35         |
| 2        | Lewis Hamilton    | Mercedes             | 1:32,322  | +0,072    | 35         |
| 3        | Kimi Räikkönen    | Ferrari              | 1:32,573  | +0,323    | 26         |
| 4        | Max Verstappen    | Red Bull-TAG Heuer   | 1:33,061  | +0,811    | 29         |
| 5        | Sebastian Vettel  | Ferrari              | 1:33,103  | +0,853    | 34         |
| 6        | Sergio Pérez      | Force India-Mercedes | 1:33,570  | +1,320    | 37         |
| 7        | Nico Hülkenberg   | Force India-Mercedes | 1:33,873  | +1,623    | 35         |
| 8        | Fernando Alonso   | McLaren-Honda        | 1:33,985  | +1,735    | 37         |
| 9        | Valtteri Bottas   | Williams-Mercedes    | 1:34,028  | +1,778    | 33         |
| 10       | Carlos Sainz Jr.  | Toro Rosso-Ferrari   | 1:34,086  | +1,836    | 33         |
| 11       | Felipe Massa      | Williams-Mercedes    | 1:34,127  | +1,877    | 33         |
| 12       | Daniel Ricciardo  | Red Bull-TAG Heuer   | 1:34,150  | +1,900    | 29         |
| 13       | Romain Grosjean   | Haas-Ferrari         | 1:34,241  | +1,991    | 33         |
| 14       | Danyiil Kvjat     | Toro Rosso-Ferrari   | 1:34,305  | +2,055    | 27         |
| 15       | Kevin Magnussen   | Renault              | 1:34,339  | +2,089    | 36         |
| 16       | Jenson Button     | McLaren-Honda        | 1:34,398  | +2,148    | 29         |
| 17       | Esteban Gutiérrez | Haas-Ferrari         | 1:34,643  | +2,393    | 11         |
| 18       | Jolyon Palmer     | Renault              | 1:34,760  | +2,510    | 40         |
| 19       | Felipe Nasr       | Sauber-Ferrari       | 1:34,824  | +2,574    | 26         |
| 20       | Pascal Wehrlein   | Manor-Mercedes       | 1:35,292  | +3,042    | 30         |
| 21       | Esteban Ocon      | Manor-Mercedes       | 1:35,400  | +3,150    | 37         |
| 22       | Marcus Ericsson   | Sauber-Ferrari       | 1:36,318  | +4,068    | 26         |

### Harmadik szabadedzés
A japán nagydíj harmadik szabadedzését október 8-án, szombaton délelőtt tartották.
| helyezés | versenyző         | csapat/motor         | elért idő | különbség | futott kör |
| -------- | ----------------- | -------------------- | --------- | --------- | ---------- |
| 1        | Nico Rosberg      | Mercedes             | 1:32,092  | −         | 14         |
| 2        | Daniel Ricciardo  | Red Bull-TAG Heuer   | 1:32,394  | +0,302    | 10         |
| 3        | Sebastian Vettel  | Ferrari              | 1:32,731  | +0,639    | 13         |
| 4        | Max Verstappen    | Red Bull-TAG Heuer   | 1:32,784  | +0,692    | 9          |
| 5        | Kimi Räikkönen    | Ferrari              | 1:33,011  | +0,919    | 12         |
| 6        | Felipe Massa      | Williams-Mercedes    | 1:33,271  | +1,179    | 13         |
| 7        | Lewis Hamilton    | Mercedes             | 1:33,284  | +1,192    | 12         |
| 8        | Jolyon Palmer     | Renault              | 1:33,639  | +1,547    | 13         |
| 9        | Kevin Magnussen   | Renault              | 1:33,639  | +1,547    | 10         |
| 10       | Nico Hülkenberg   | Force India-Mercedes | 1:33,646  | +1,554    | 11         |
| 11       | Fernando Alonso   | McLaren-Honda        | 1:33,714  | +1,622    | 12         |
| 12       | Esteban Gutiérrez | Haas-Ferrari         | 1:33,787  | +1,695    | 16         |
| 13       | Valtteri Bottas   | Williams-Mercedes    | 1:33,865  | +1,773    | 9          |
| 14       | Sergio Pérez      | Force India-Mercedes | 1:33,921  | +1,829    | 11         |
| 15       | Danyiil Kvjat     | Toro Rosso-Ferrari   | 1:34,037  | +1,945    | 12         |
| 16       | Romain Grosjean   | Haas-Ferrari         | 1:34,272  | +2,180    | 13         |
| 17       | Felipe Nasr       | Sauber-Ferrari       | 1:34,388  | +2,296    | 12         |
| 18       | Marcus Ericsson   | Sauber-Ferrari       | 1:34,544  | +2,452    | 13         |
| 19       | Jenson Button     | McLaren-Honda        | 1:34,548  | +2,456    | 11         |
| 20       | Esteban Ocon      | Manor-Mercedes       | 1:35,230  | +3,138    | 13         |
| 21       | Pascal Wehrlein   | Manor-Mercedes       | 1:37,256  | +5,164    | 10         |
| 22       | Carlos Sainz Jr.  | Toro Rosso-Ferrari   | 1:56,323  | +24,231   | 3          |

## Időmérő edzés
A japán nagydíj időmérő edzését október 8-án, szombaton futották.
| helyezés              | rajtszám | versenyző         | csapat/motor         | 1. rész  | 2. rész  | 3. rész  | rajthely | futott kör |
| --------------------- | -------- | ----------------- | -------------------- | -------- | -------- | -------- | -------- | ---------- |
| 1                     | 6        | Nico Rosberg      | Mercedes             | 1:31,858 | 1:30,714 | 1:30,647 | 1        | 13         |
| 2                     | 44       | Lewis Hamilton    | Mercedes             | 1:32,218 | 1:31,129 | 1:30,660 | 2        | 13         |
| 3                     | 7        | Kimi Räikkönen    | Ferrari              | 1:31,674 | 1:31,406 | 1:30,949 | 8[1]     | 12         |
| 4                     | 5        | Sebastian Vettel  | Ferrari              | 1:31,659 | 1:31,227 | 1:31,028 | 6[2]     | 12         |
| 5                     | 33       | Max Verstappen    | Red Bull-TAG Heuer   | 1:32,487 | 1:31,489 | 1:31,178 | 3        | 14         |
| 6                     | 3        | Daniel Ricciardo  | Red Bull-TAG Heuer   | 1:32,538 | 1:31,719 | 1:31,240 | 4        | 14         |
| 7                     | 11       | Sergio Pérez      | Force India-Mercedes | 1:32,682 | 1:32,237 | 1:31,961 | 5        | 12         |
| 8                     | 8        | Romain Grosjean   | Haas-Ferrari         | 1:32,458 | 1:32,176 | 1:31,961 | 7        | 17         |
| 9                     | 27       | Nico Hülkenberg   | Force India-Mercedes | 1:32,448 | 1:32,200 | 1:32,142 | 9        | 12         |
| 10                    | 21       | Esteban Gutiérrez | Haas-Ferrari         | 1:32,620 | 1:32,155 | 1:32,547 | 10       | 15         |
| 11                    | 77       | Valtteri Bottas   | Williams-Mercedes    | 1:32,383 | 1:32,315 |          | 11       | 11         |
| 12                    | 19       | Felipe Massa      | Williams-Mercedes    | 1:32,562 | 1:32,380 |          | 12       | 11         |
| 13                    | 26       | Danyiil Kvjat     | Toro Rosso-Ferrari   | 1:32,645 | 1:32,623 |          | 13       | 11         |
| 14                    | 55       | Carlos Sainz Jr.  | Toro Rosso-Ferrari   | 1:32,789 | 1:32,685 |          | 14       | 12         |
| 15                    | 14       | Fernando Alonso   | McLaren-Honda        | 1:32,819 | 1:32,689 |          | 15       | 12         |
| 16                    | 30       | Jolyon Palmer     | Renault              | 1:32,796 | 1:32,807 |          | 16       | 12         |
| 17                    | 22       | Jenson Button     | McLaren-Honda        | 1:32,851 |          |          | 22[3]    | 6          |
| 18                    | 20       | Kevin Magnussen   | Renault              | 1:33,023 |          |          | 17       | 6          |
| 19                    | 9        | Marcus Ericsson   | Sauber-Ferrari       | 1:33,222 |          |          | 18       | 7          |
| 20                    | 12       | Felipe Nasr       | Sauber-Ferrari       | 1:33,332 |          |          | 19       | 7          |
| 21                    | 31       | Esteban Ocon      | Manor-Mercedes       | 1:33,353 |          |          | 20       | 9          |
| 22                    | 94       | Pascal Wehrlein   | Manor-Mercedes       | 1:33,561 |          |          | 21[1]    | 9          |
| 107%-os idő: 1:38,075 |          |                   |                      |          |          |          |          |            |

Megjegyzés:
- ↑ 1:  — Kimi Räikkönen és Pascal Wehrlein autójában sebességváltót kellett cserélni, ezért 5-5 rajthelyes büntetést kaptak.[2][3]
- ↑ 2:  — Sebastian Vettel az előző futamon okozott rajtbalesetéért 3 rajthelyes büntetést kapott erre a futamra.[4]
- ↑ 3:  — Jenson Button autójában erőforráselemeket kellett cserélni, ezért összesen 35 rajthelyes büntetést kapott.[5]

## Futam
A japán nagydíj futama október 9-én, vasárnap rajtolt. A futamon minden versenyző célba ért.
| helyezés | rajtszám | versenyző         | csapat/motor         | futott kör | idő/kiesés oka | rajthely | pont |
| -------- | -------- | ----------------- | -------------------- | ---------- | -------------- | -------- | ---- |
| 1        | 6        | Nico Rosberg      | Mercedes             | 53         | 1:26:43,333    | 1        | 25   |
| 2        | 33       | Max Verstappen    | Red Bull-TAG Heuer   | 53         | +4,978         | 3        | 18   |
| 3        | 44       | Lewis Hamilton    | Mercedes             | 53         | +5,776         | 2        | 15   |
| 4        | 5        | Sebastian Vettel  | Ferrari              | 53         | +20,269        | 6        | 12   |
| 5        | 7        | Kimi Räikkönen    | Ferrari              | 53         | +28,370        | 8        | 10   |
| 6        | 3        | Daniel Ricciardo  | Red Bull-TAG Heuer   | 53         | +33,941        | 4        | 8    |
| 7        | 11       | Sergio Pérez      | Force India-Mercedes | 53         | +57,495        | 5        | 6    |
| 8        | 27       | Nico Hülkenberg   | Force India-Mercedes | 53         | +59,177        | 9        | 4    |
| 9        | 19       | Felipe Massa      | Williams-Mercedes    | 53         | +1:37,763      | 12       | 2    |
| 10       | 77       | Valtteri Bottas   | Williams-Mercedes    | 53         | +1:38,323      | 11       | 1    |
| 11       | 8        | Romain Grosjean   | Haas-Ferrari         | 53         | +1:39,254      | 7        |      |
| 12       | 30       | Jolyon Palmer     | Renault              | 52         | +1 kör         | 16       |      |
| 13       | 26       | Danyiil Kvjat     | Toro Rosso-Ferrari   | 52         | +1 kör         | 13       |      |
| 14       | 20       | Kevin Magnussen   | Renault              | 52         | +1 kör         | 17       |      |
| 15       | 9        | Marcus Ericsson   | Sauber-Ferrari       | 52         | +1 kör         | 18       |      |
| 16       | 14       | Fernando Alonso   | McLaren-Honda        | 52         | +1 kör         | 15       |      |
| 17       | 55       | Carlos Sainz Jr.  | Toro Rosso-Ferrari   | 52         | +1 kör         | 14       |      |
| 18       | 22       | Jenson Button     | McLaren-Honda        | 52         | +1 kör         | 22       |      |
| 19       | 12       | Felipe Nasr       | Sauber-Ferrari       | 52         | +1 kör         | 19       |      |
| 20       | 21       | Esteban Gutiérrez | Haas-Ferrari         | 52         | +1 kör         | 10       |      |
| 21       | 31       | Esteban Ocon      | Manor-Mercedes       | 52         | +1 kör         | 20       |      |
| 22       | 94       | Pascal Wehrlein   | Manor-Mercedes       | 52         | +1 kör         | 21       |      |

## A világbajnokság állása a verseny után
| H   | Versenyzők       | Pont | H   | Konstruktőrök        | Pont |
| --- | ---------------- | ---- | --- | -------------------- | ---- |
| 1.  | Nico Rosberg     | 313  | 1.  | Mercedes             | 593  |
| 2.  | Lewis Hamilton   | 280  | 2.  | Red Bull-TAG Heuer   | 385  |
| 3.  | Daniel Ricciardo | 212  | 3.  | Ferrari              | 335  |
| 4.  | Kimi Räikkönen   | 170  | 4.  | Force India-Mercedes | 134  |
| 5.  | Max Verstappen   | 165  | 5.  | Williams-Mercedes    | 124  |
| 6.  | Sebastian Vettel | 165  | 6.  | McLaren-Honda        | 62   |
| 7.  | Valtteri Bottas  | 81   | 7.  | Toro Rosso-Ferrari   | 47   |
| 8.  | Sergio Pérez     | 80   | 8.  | Haas-Ferrari         | 28   |
| 9.  | Nico Hülkenberg  | 54   | 9.  | Renault              | 8    |
| 10. | Felipe Massa     | 43   | 10. | Manor-Mercedes       | 1    |

(A teljes táblázat)

## Statisztikák
- Vezető helyen:
  - Nico Rosberg: 48 kör (1-29) és (35-53)
  - Sebastian Vettel: 5 kör (30-34)
- Nico Rosberg 30. pole-pozíciója és 23. futamgyőzelme.
- Sebastian Vettel 26. versenyben futott leggyorsabb köre.
- A Mercedes 60. győzelme.
- Nico Rosberg 53., Max Verstappen 6., Lewis Hamilton 100. dobogós helyezése.
- A Mercedes 3. újkori konstruktőri világbajnoki címét szerezte meg a futamon.[6]